# Високораменьє
Високораме́ньє (рос. Высокораменье) — присілок у складі Юр'янського району Кіровської області, Росія. Входить до складу Верховинського сільського поселення.
Населення становить 4 особи (2010, 10 у 2002).
Національний склад станом на 2002 рік — росіяни 100 %.